# Beyond (Album)
Beyond ist ein Jazzalbum des Duos I AM von Isaiah Collier und Michael Shekwoaga Ode. Die am 13. Juni 2021 entstandenen Aufnahmen erschienen am 10. Juni 2022 auf dem Label Division 88 von Sonny Daze.

## Hintergrund
Der Saxophonist Isaiah Collier hatte mit seinem Quartett The Chosen Few zuvor mit dem Schlagzeuger/Perkussionisten Michael Shekwoaga Ode 2021 das Album Cosmic Transitions eingespielt. Auf ihrem nachfolgenden Duo-Album „Beyond“, das unter dem Bandnamen „I AM“ veröffentlicht wurde, berufen sich der Saxophonist Isaiah Collier und der Schlagzeuger Michael Shekwoaga Ode auf zwei Duo-Alben im Kanon des Free Jazz, Interstellar Space von John Coltrane und Rashied Ali, und Duo Exchange von Rashied Ali und Frank Lowe. Beyond beginnt mit einer Klangmeditation unter der Leitung des Dichters Jimmy Chan.

## Titelliste
- I AM: Beyond (Division 88 DIV-004)[1]

1. Introduction: Take Me Beyond featuring Jimmy Chan 11:29
2. Sun’s Of Mercury (Storms of Revelations) 5:36
3. Confessions of the Heart 7:41
4. Bend of the Universe (Trust with All Your Heart) 7:10
5. The Vessel Speaks 13:34
6. Omniscient (Mycelium) 8:59
7. Hymn: Love Beyond Compare 7:06

Die Kompositionen stammen von Isaiah Collier & Michael Shekwoaga Ode.

## Rezeption
Nach Ansicht von Hannah Edgar, die das Album im Chicago Reader rezensierte, erreichten Isaiah Collier und Michael Shekwoaga Ode mit dem spirituellen Jazz von I AM jenseitige Gefilde („beyond the cosmos“). Das gemeinsame Spiel von Collier und Ode sei so dicht und treibend, dass es mit nur halb so vielen Musikern mit dem Sound einer ganzen Band auf Cosmic Transitions mithalten könne. Beyond strahle vor schierer, ungezügelter „Supernova-Brillanz“.
David Mittleman schrieb in Aquarium Drunkard, der vom Art Ensemble of Chicago stammende Ausdruck „Great Black Music: Ancient to the future“ sei ein Programm für das Leben und kein bloßer Slogan. „Es erinnert uns daran, dass wir ohne Bezugnahme auf die Vergangenheit nicht vorankommen können; dass wir unsere Ältesten respektieren und darauf reagieren müssen.“ Wie bei seinem beiden Vorbildern drücke sich auf dem Album der brennende Wunsch aus, durch kreative Improvisation und Kommunikation spirituelle Klarheit zu erlangen. Auf Tracks wie „Omniscient (Mycelium)“ beginne die Flucht in die Freiheit mit riffbasierten Grooves, ähnlich wie bei Shabaka Hutchings’ Gruppe Sons of Kemet, während andere Tracks wie „Confessions of the Heart“ und „The Vessel Speaks“ mit einem traditionelleren Jazz-Swing beginnen und sich langsam entwickeln und nach außen zu vollwertiger freier Improvisation ausdehnen würden. Auch wenn es die Vergangenheit des Jazz widerspiegle, sei Beyond keine Nachahmung oder ein Versuch, die Geschichte neu zu erschaffen. Es sei vielmehr ein Album voller spiritueller Energie, das Freude und Inspiration bereiten dürfte.
Der Wunsch, eine direkte Kommunikationslinie zwischen den Musikern und dem Unbekannten zu schaffen, ist ein Schlüsselprinzip im Kern von Beyond, schrieb John Morrison (Daily Bandcamp). Das Album lebe von der Kraft der beiden Musiker und ihrer Fähigkeit, einander zuzuhören und aufeinander zu reagieren. Mit einer Länge von etwas mehr als 11 Minuten sei „The Vessel Speaks“ eine der ehrgeizigsten Darbietungen des Albums. Eine unerbittliche Übung in Ausdauer und Konzentration, Colliers kraftvolle Linien würden sich in und um Odes wütende Crashs und Fills entwickeln. Auf Beyond sei die Musik so frei wie gewollt.